# George Maduro

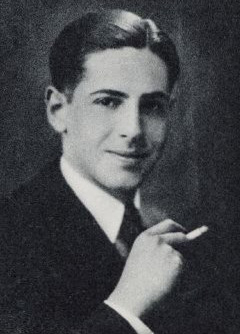
George Maduro

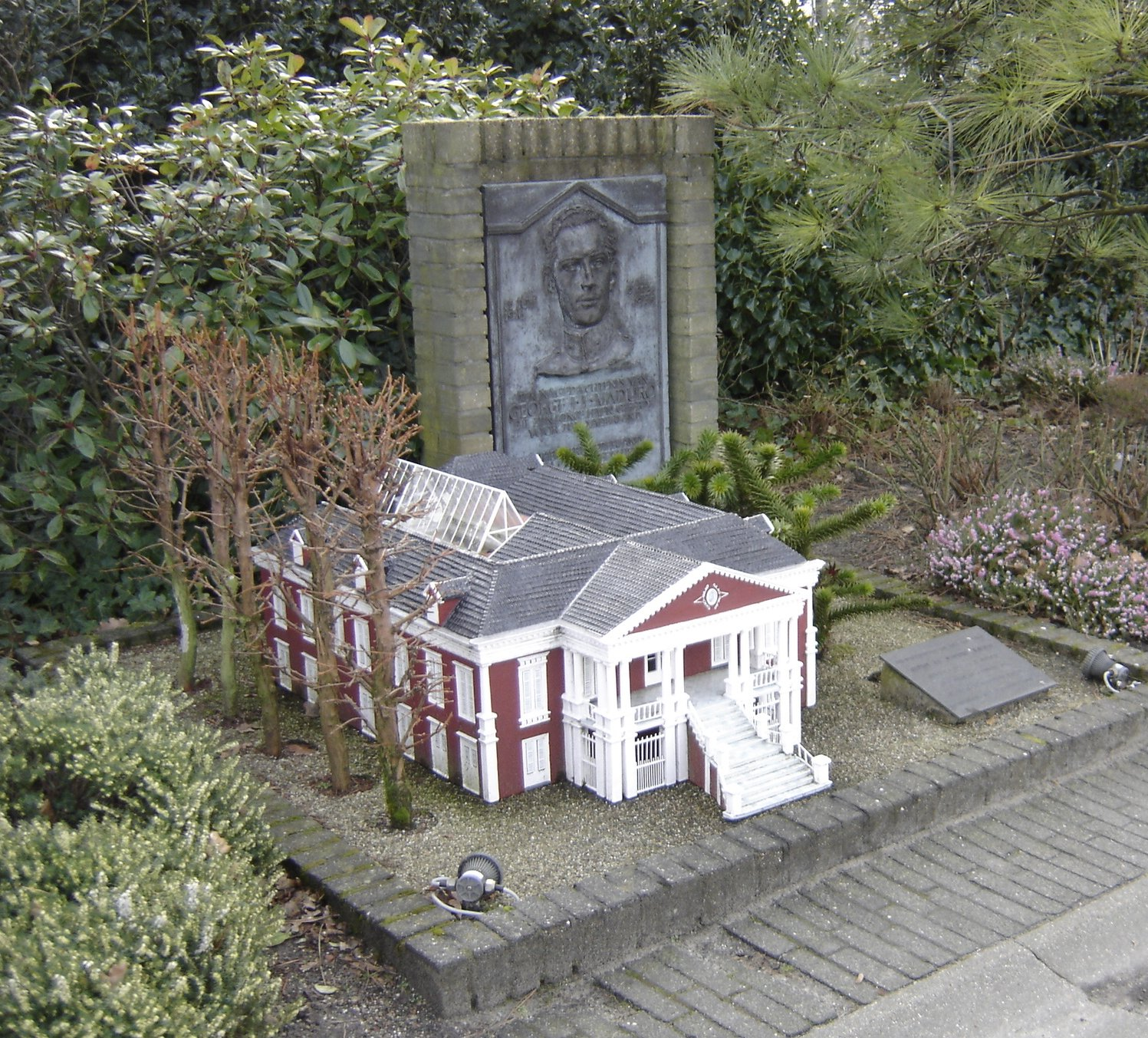
Model des Geburtshauses von Maduro

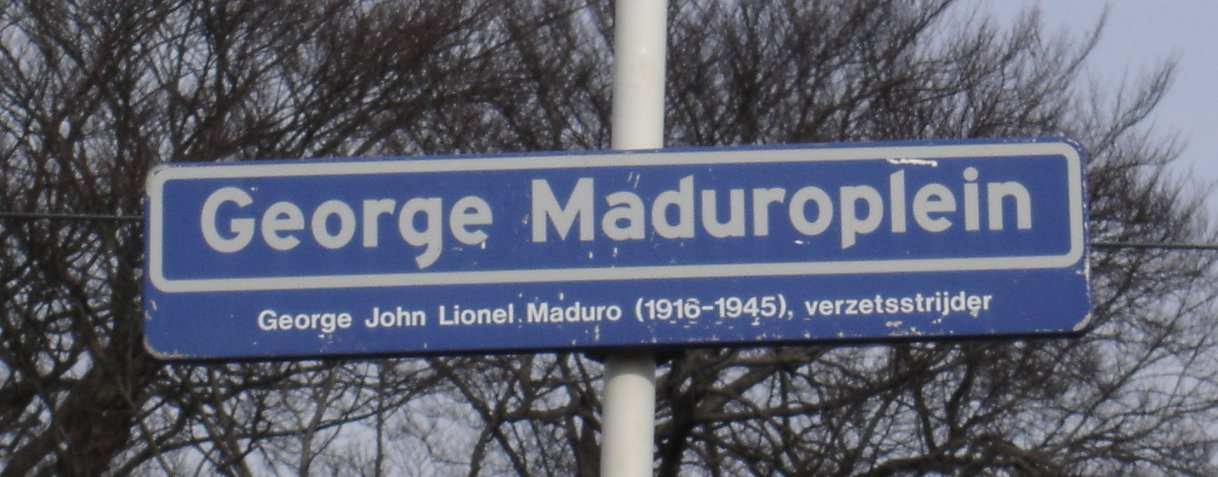
Straßenschild des Maduroplein in Den Haag

George John Lionel Levy Maduro (* 15. Juli 1916 in Willemstad; † 9. Februar 1945 im KZ Dachau) war ein niederländischer Student und Widerständler gegen die deutsche Besatzung im Zweiten Weltkrieg. Nach ihm ist die in Den Haag gelegene Miniaturstadt Madurodam benannt.

## Lebenslauf
George Maduro wurde auf Curaçao, einer Kolonie der Niederlande, als einziger Sohn einer Familie von sephardischen Juden geboren. Einer seiner Vorfahren war 1672 aus Portugal dorthin ausgewandert und gründete die Bank Maduro & Sons, heute Maduro & Curiel’s Bank. Nach Abschluss der Schule zog er nach Leiden in die Niederlande, um Jura zu studieren; seinen Namen Levy ließ er fallen. Am 21. November 1939 wurde er zum Reserve-Leutnant der Kavallerie ernannt. In den ersten Mai-Tagen des Jahres 1940 war er als Reserve-Offizier der Husaren in Den Haag stationiert. Unter seiner Führung wurde die von den deutschen Besatzern okkupierte Villa Dorrepaal bei Leidschendam zurückerobert und deutsche Fallschirmjäger gefangen genommen.

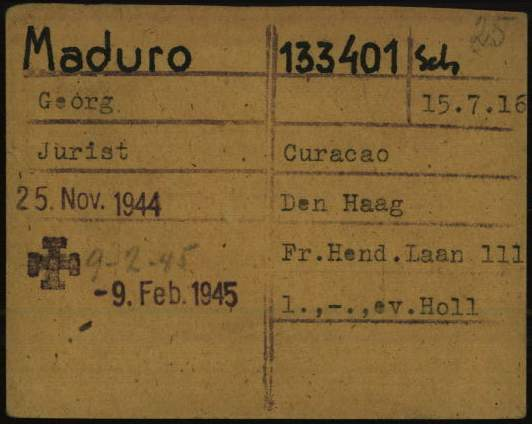
Registrierungskarte von George Maduro als Gefangener im nationalsozialistischen Konzentrationslager Dachau

Nach der Kapitulation der Niederlande am 14. Mai 1940 wurde Maduro kriegsgefangen genommen, nach kurzer Zeit freigelassen und anschließend für ein halbes Jahr im Oranjehotel in Scheveningen inhaftiert. Nach seiner Freilassung führten die Deutschen die Pflicht ein, den Judenstern zu tragen, was Maduro verweigerte. Er schloss sich dem Widerstand an und half alliierten Piloten bei der Flucht über Spanien nach Großbritannien. 1943 wollte er sich nach London absetzen, um sich dort als Soldat zu melden. Doch wurde er verraten und an der Grenze zwischen Belgien und Frankreich gestellt. Er wurde in Straßburg inhaftiert, konnte aber entkommen, jedoch bei dem Versuch, einen Mitgefangenen zu befreien, erneut festgenommen, im Lager Neue Bremm inhaftiert und von dort zu einem Todesmarsch nach Dachau gezwungen. Kurz vor der Befreiung des Konzentrationslagers Dachau durch die 7. US-Armee starb George Maduro dort an Fleckfieber. Er wurde auf dem Friedhof des Lagers beerdigt.

## Madurodam
Nach dem Ende des Zweiten Weltkriegs gaben die Eltern von George Maduro, Joshua und Rebecca Maduro, das Startkapital von 100.000 Gulden zum Bau einer Miniaturstadt, die 1952 in Den Haag eröffnet wurde und den Namen Madurodam erhielt. Die Einnahmen von Madurodam waren für die Stichting Nederlands Studenten Sanatorium in Laren bestimmt, wo seit 1947 Studenten mit Tuberkulose behandelt wurden. Die Idee ging auf Bep Boon-van der Starp zurück, die im Beirat des Sanatoriums saß und durch eine ähnliche Konstruktion im britischen Beaconsfield angeregt worden war. Die Familie Maduro betrachtete die Miniaturstadt als Denkmal für ihren Sohn. Seit 1993 ist in Madurodam ein Modell des Geburtshauses von Maduro zu sehen neben einer Gedenktafel. Der Eingang zu Madurodam liegt am George Maduroplein.

## Ehrungen
Am 9. Mai 1946 wurde George Maduro posthum mit dem Militär-Wilhelms-Orden, Ritter 4. Klasse, ausgezeichnet. Er ist der einzige von den Antillen stammende Niederländer, der jemals diesen Orden erhielt.

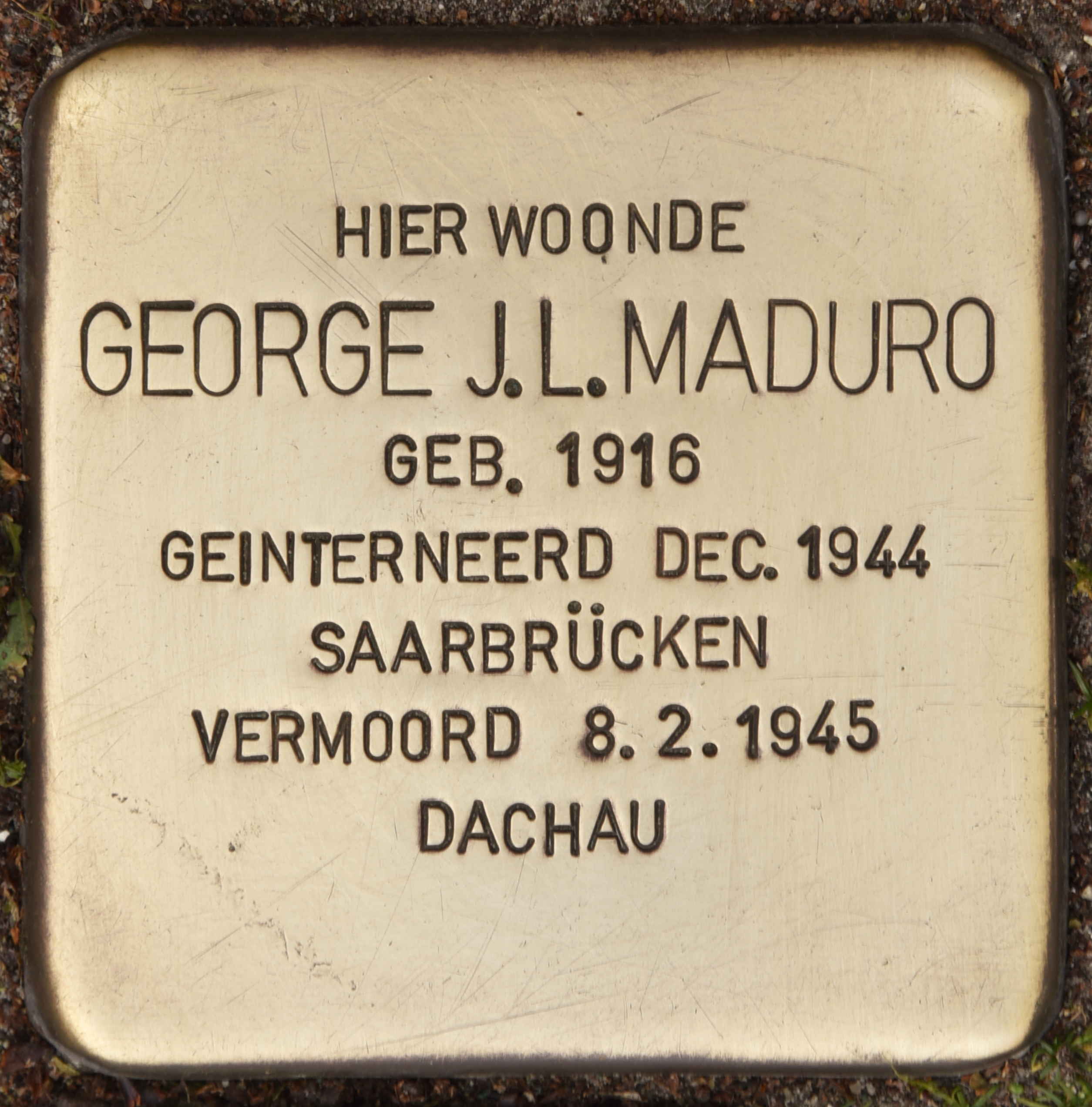
Stolperstein in Scheveningen

2002 wurde von Alfred Edelstein und Frits van Veenendaal der Dokumentarfilm Madurodam, monument met een glimlach über das Leben von Maduro gedreht. Im Film ist auch ein Interview mit der damaligen Königin Beatrix zu sehen, die bis zu ihrer Inthronisation im Jahre 1980 die erste Bürgermeisterin von Madurodam war.
Neben Boy Ecury wird Maduro auf den Antillen als bedeutendster Widerständler im Zweiten Weltkrieg angesehen. Seine Eltern liegen auf Curaçao gemeinsam begraben, an ihrem Grab gibt es eine Erinnerungstafel für den Sohn, dessen Begräbnisstätte nicht bekannt ist.